# غوكان
غوكان (بالفارسية: گوکان) هي قرية تقع في قسم عشاير الريفي في إيران. يقدر عدد سكانها بـ 59 نسمة .